# Шамшин, Григорий Иванович
Григорий Иванович Шамшин (1853—1918) — российский юрист, сенатор, действительный тайный советник.

## Биография
Родился  5 августа 1853 года в Санкт-Петербурге.
В службе  и классном чине IX класса с 15 мая 1874 года, после окончания Императорского училища правоведения, по успехам в науках был третьим в выпуске был определён на службу по ведомству Министерства юстиции.
На 1878 год коллежский асессор — столоначальник законодательного отделения Департамента Министерство юстиции. На 1883 год коллежский советник — юрисконсульт Консультации при министерстве и управляющий законодательным отделением Департамента Министерства юстиции.
С 1886 года статский советник — помощник статс-секретаря, с 1892 года статс-секретарь департамента государственной экономии и с 1899 года — департамента законов Государственной канцелярии. В 1889 году произведён в действительные статские советники. В 1896 году произведён в тайные советники.
С 29 мая 1902 года назначен сенатором, присутствующим в I департаменте Правительствующего сената. В 1911 году произведён в действительные тайные советники.
Скончался в Петрограде 15 ноября 1918 года.

## Награды
Был награждён всеми российскими орденами вплоть до ордена Святого Александра Невского с бриллиантовыми знаками пожалованные ему 1 января 1914 года.